# Chryste Gaines
Chryste Dionne Gaines (ur. 14 września 1970 w Lawton) – amerykańska lekkoatletka, specjalizująca się w biegach sprinterskich, złota medalistka letnich igrzysk olimpijskich w Atlancie (1996), dwukrotna mistrzyni świata (Göteborg 1995, Ateny 1997) w sztafecie 4 x 100 metrów. Czterokrotna medalistka igrzysk panamerykańskich (1991, 1995) oraz trzykrotna mistrzyni Uniwersjady (1991, 1993).
Podczas olimpiady w 2000 w Sydney zdobyła brązowy medal w sztafecie 4 x 100 m, jednakże z powodu dyskwalifikacji Marion Jones wyniki amerykańskiej sztafety zostały w 2007 anulowane, a brązowe medale przyznane w następnym roku reprezentantkom Francji.
Podobna sytuacja miała miejsce podczas mistrzostw świata w 2001 w Edmonton. Drużyna amerykańska (Kelli White, Chryste Gaines, Inger Miller i Marion Jones) zwyciężyła w sztafecie 4 x 100 m, jednakże z powodu dyskwalifikacji Kelli White, a później także Marion Jones wynik sztafety został anulowany.

## Sukcesy sportowe
- mistrzyni Stanów Zjednoczonych w biegu na 100 m – 2001[3]
- dwukrotna halowa mistrzyni Stanów Zjednoczonych w biegu na 60 m – 2001, 2002[4]
- mistrzyni NCAA w biegu na 100 m – 1992[5]
- halowa mistrzyni NCAA w biegu na 60 m – 1992[6]

## Igrzyska olimpijskie
| Miejsce | Dzień       | Rok  | Miejscowość | Konkurencja        | Czas biegu | Strata | Zwycięzca      |
| ------- | ----------- | ---- | ----------- | ------------------ | ---------- | ------ | -------------- |
| złoto   | 3 sierpnia  | 1996 | Atlanta     | sztafeta 4 x 100 m | 41,95 s    | -      | -              |
| 8.      | 23 września | 2000 | Sydney      | bieg na 100 m      | 11,23 s    | -      | Ekaterini Tanu |
| DQ      | 30 września | 2000 | Sydney      | sztafeta 4 x 100 m | -          | -      | Bahamy         |

## Mistrzostwa świata
| Miejsce | Dzień       | Rok  | Miejscowość | Konkurencja        | Czas biegu | Strata   | Zwycięzca               |
| ------- | ----------- | ---- | ----------- | ------------------ | ---------- | -------- | ----------------------- |
| złoto   | 13 sierpnia | 1995 | Göteborg    | sztafeta 4 x 100 m | 42,12 s    | -        | -                       |
| 8.      | 3 sierpnia  | 1997 | Ateny       | bieg na 100 m      | 11,32 s    | + 0,49 s | Marion Jones            |
| złoto   | 9 sierpnia  | 1997 | Ateny       | sztafeta 4 x 100 m | 41,47 s    | -        | -                       |
| 4.      | 6 sierpnia  | 2001 | Edmonton    | bieg na 100 m      | 11,06 s    | + 0,24 s | Żanna Pintusewycz-Block |
| DQ      | 11 sierpnia | 2001 | Edmonton    | sztafeta 4 x 100 m | -          | -        | Niemcy                  |
| srebro  | 30 sierpnia | 2003 | Paryż       | sztafeta 4 x 100 m | 41,83 s    | + 0,05 s | Francja                 |

## Halowe mistrzostwa świata
| Miejsce | Dzień    | Rok  | Miejscowość | Konkurencja   | Czas biegu | Strata   | Zwycięzca       |
| ------- | -------- | ---- | ----------- | ------------- | ---------- | -------- | --------------- |
| 7.      | 10 marca | 1995 | Barcelona   | bieg na 60 m  | 7,22 s     | + 0,25 s | Merlene Ottey   |
| 8.      | 7 marca  | 1997 | Paryż       | bieg na 200 m | 23,31 s    | -        | Ekaterini Kofa  |
| brąz    | 11 marca | 2001 | Lizbona     | bieg na 60 m  | 7,12 s     | + 0,07 s | Chandra Sturrup |

## Rekordy życiowe
- bieg na 100 m – 10,86 – Monako 14/09/2003
- bieg na 200 m – 22,67 – Yokohama 23/09/2003
- bieg na 60 m (hala) – 7,12 – Lizbona 11/03/2001
- bieg na 200 m (hala) – 23,25 – Atlanta 28/02/1997